# Jack Frost (serie televisiva)
Jack Frost (A Touch of Frost) è una serie televisiva britannica trasmessa dal canale televisivo Independent Television (ITV) dal 1992 al 2010 e ispirata al personaggio omonimo del romanziere e autore radiofonico londinese Rodney David Wingfield (6 giugno 1928 - 31 luglio 2007). Il personaggio di Frost era stato creato da Wingfield per alcuni originali radiofonici, il cui enorme successo aveva spinto l'autore a dedicarsi alla narrativa, anche se controvoglia, ottenendo nel mondo anglosassone una popolarità smisurata. Wingfield ha scritto solo sei romanzi con Frost (l'ultimo è uscito postumo), quattro dei quali sono stati pubblicati anche in Italia. La serie in Italia è stata parzialmente trasmessa dal canale televisivo LA7.

## Elenco degli episodi

### Prima stagione (1992)
1. Tracce dal passato (Care and Protection)
2. Il prezzo del riscatto (Not with Kindness)
3. A Scopo di Rapina (Conclusions)

### Seconda stagione (1994)
1. Morte di un informatore (A Minority of One)
2. Vedove e orfani (Widows and Orphans)
3. Nothing to Hide
4. Stranger in the House

### Terza stagione (1995)
1. Appropriate Adults
2. Caccia alla volpe (Quarry)
3. Dead Male One
4. No Refuge

### Quarta stagione (1996)
1. Il prezzo da pagare (Paying the Price)
2. Unknown Soldiers
3. The Things We Do for Love
4. Fun Times for Swingers
5. Acque profonde (Deep Waters)

### Quinta stagione (1997)
1. Penny for the Guy
2. House Calls
3. Verità dal confessionale (True Confessions)
4. Pratiche illegali (No Other Love)

### Sesta stagione (1999)
1. Appendix Man (Appendix Man)
2. L'uomo della carne (One Man's Meat)
3. Vite private (Private Lives)
4. Un imbroglio andato male (Keys to the Car)

### Settima stagione - speciale di Natale (1999)
1. Un giallo di fine anno (1/2) (Line of Fire: Part 1)
2. Un giallo di fine anno (2/2) (Line of Fire: Part 2)

### Ottava stagione - nuovo speciale (2001)
1. Linea di fuoco (1/2) (Benefit of the Doubt: Part 1)
2. Linea di fuoco (2/2) (Benefit of the Doubt: Part 2)

### Nona stagione - nuovo speciale (2002)
1. Doppia vita (1/2) (Mistaken Identity: Part 1)
2. Doppia vita (2/2) (Mistaken Identity: Part 2)

### Decima stagione (2003)
1. Verità nascosta (Hidden Truth)
2. Incontri ravvicinati (Close Encounters)
3. Corsa contro il tempo (Held in Trust)

### Undicesima stagione (2003-2004)
1. Another Life
2. Scommesse pericolose (Dancing in the Dark)

### Dodicesima stagione (2005)
1. Vicino alla morte (Near Death Experience)

### Tredicesima stagione (2006)
1. Specie in via di estinzione (Endangered Species)

### Quattordicesima stagione (2008)
1. Mind Games
2. Dead End
3. In The Public Interest

### Quindicesima stagione (2010)
1. If Dogs Run Free - Part 1
2. If Dogs Run Free - Part 2